# Гуринович, Александр Владимирович
Александр Владимирович Гуринович (бел. Аляксандр Уладзіміравіч Гурыновіч; род. 12 мая 1985, Радичево, Минская область) — белорусский футболист, нападающий. Главный тренер клуба «Слуцк».

## Карьера

### Карьера игрока
Первым профессиональным клубом стало «Молодечно». Затем футболист выступал во Второй Лиге в таких клубах как СКВИЧ, «Слуцксахар», дзержинская «Ливадия». В 2014 году вернулся в «Слуцк», где выступал только за дублирующий состав клуба. В 2015 году футболист сезон отыграл за «Клецк». В 2021 году начал выступать за слуцкий «Спартак».

### Тренерская карьера
В 2016 году футболист присоединился к тренерскому штабу «Слуцка» в роли ассистента главного тренера, а также стал работать с юношескими командами клуба. В феврале 2018 года стал главным тренером дублирующего состава клуба. В августе 2019 года получит тренерскую лицензию категории «В». В октябре 2020 года вошёл в тренерский штаб слуцкого клуба в роли ассистента главного тренера. В январе 2022 года со специалистом продлили контракт. В августе 2022 года стал главным тренером «Слуцка».